# إدراك خارج الحواس
 ظواهر الإدراك الحسِّي الفائق (بالإنجليزية: Extrasensory Perception)، أو الحاسة السادسة تعرَّف بأنها مجموعة من التأثيرات الخارجية تنتقل بواسطة غير معروفة، ويتم استلامها في منطقة غير معروفة في الدماغ، لكنها تأتي مترجَمةً على شكل إحساسات خاصة. وهي على أنواع، منها: التخاطُر والجلاء البصري.
بالرغم من أن هذا المصطلح كان قد استخدم لأول مرة في منتصف العشرينات فإن استخدامه بشكل واسع لم يبدأ إلا بعد أن نشر جوزيف راين في عام 1934 م كتابه المشهور الذي أسماه باسم هذه الظواهر «أي الإدراك الحسي الفائق» Rhine,1934 الذي تضمن حصيلة سنين من تجاربه العلمية على هذه الظواهر في جامعة ديوك لقد كان لهذا الكتاب تأثير كبير على الوسط العلمي حيث ساعد في التعريف بهذه الظواهر وبين كيفية إخضاعها للبحث العلمي باستخدام أساليب ومناهج البحث العلمية التقليدية
تقسم ظواهر الإدراك الحسي الفائق إلى ثلاثة أنواع

## توارد الأفكار (تخاطر) Telepathy
وهي ظاهرة انتقال الأفكار والصور العقلية بين شخصين من دون الاستعانة بأية حاسة من الحواس الخمسة لقد اهتم الباحثون بهذه الظاهرة بشكل استثنائي فاستحوذت على أكبر نسبة من البحث التجريبي الذي قام به العلماء على الظواهر الباراسكولوجية ويعتقد غالبية العلماء أن توارد الأفكار هي ظاهرة شائعة بين عدد كبير نسبيا من الناس العاديين الذي ليست لهم قدرات خارقة معينة وفعلا نجد أن معظم الناس يعتقدون أن حوادث قد مرت بهم تضمنت نوعا من التوارد الفكري بينهم وبين أفراد آخرين والملاحظة المهمة التي لاحظها العلماء من تجاربهم هي أن هذه الظاهرة تحدث بشكل أكبر بين الأفراد الذين تربط بينهم علاقات عاطفية قوية، كالأم وطفلها والزوج وزوجته

## الإدراك المسبق
هو القدرة على توقع أحداث مستقبلية قبل وقوعها.

### بالإدراك الاسترجاعي Retrogression Perception
يقصد به القدرة على معرفة أحداث الماضي من دون الاستعانة بأي من الحواس أو وسائل اكتساب المعلومات التقليدية ولما كانت الفيزياء الحديثة تعد «الزمن» بعدا رابعا إلى الأبعاد الثلاثة التي تتحرك فيها الأجسام وتتشكل منها فان العديد من علماء الباراسيكولوجيا يعتقدون أن هاتين الظاهرتين تمثلان «تجاوزا أو تغلبا» على حاجز الزمن فالإدراك المسبق هو تجاوز الحاضر نحو المستقبل، بينما الإدراك الاسترجاعي هو حركة عكسية في بعد الزمن نحو الماضي.

## الاستشعار Chairsentience
هو القدرة على اكتساب معلومات عن حادثة بعيدة أو جسم بعيد من غير تدخل أية حاسة من الحواس وكما يعد الباحثون ظواهر الإدراك المسبق تجاوزا لحاجز الزمن، فانهم يرون في الاستشعار تجاوزا لحاجز المكان هذه الظاهرة أيضا هي من الظواهر التي تم إخضاعها لبحوث علمية مكثفة 0 ومن أشهر التجارب على هذه الظواهر تلك التي قام بها عالمي الفيزياء هارولد بتهوف ورسل تارغ في مختبرات معهد بحث ستانفورد حيث تم اختبار قابليات أحد الأشخاص الموهوبين حيث كان يطلب منه وصف تفاصيل مكان ما، بعد أن يعطي موقع المكان بدلاله خطي الطول والعرض كان هذان الباحثان يختاران أماكن تحتوي على معالم لا توضع عادة على الخرائط لضمان أن لا يكون الشخص الذي تحت الاختبار قد شاهدها الشخص قادرا على وصف الكثير من هذه الأماكن بدقة شديدة أكدت امتلاكه لقدرات فائقة
وبالرغم من أن قدرات الباراسيكولوجيا تصنف إلى الأنواع التي جري ذكرها، وهذا التصنيف يعتمده معظم الباحثين في هذا المجال فان تصنيف هذه القدرات هو في الحقيقة أصعب بكثير مما قد يبدو عليه للوهلة الأولى
ان صعوبة تصنيف الظواهر الباراسيكولوجية يشير إلى تعقيد هذه الظواهر ومحدودية المعرفة العلمية عنها حاليا بل أن الأصناف أعلاه إذا كنت تشمل الغالبية العظمي من الظواهر الباراسيكولوجية المعروفة فأنها في الواقع لا تغطي كل تلك الظواهر
ان مما لا شك فيه أن قدرات خارقة مثل تلك التي تم التطرق إليها أعلاه هي مما يثير اهتمام الناس، والباحثين والأشخاص المثقفين والبسطاء كذلك أما بالنسبة للاهتمام العلمي بهذه الظواهر فان هدفه الرئيسي أن تساعد مثل هذه الدراسات على مزيد من الفهم لأنفسنا والعالم الذي نعيش فيه والواقع أن أهمية هذه الظواهر وما يمكن أن تقدمه لفروع المعرفة العلمية المختلفة يبدو جليا من خلال اهتمام علماء من مختلف الاختصاصات بدراسة هذه الظواهر
كما أبدى الباحثون اهتماما باستكشاف أماكن وضع مثل هذه القدرات تحت سيطرة الإنسان بشكل عام، وهو أمر يمكن أن يأتي بفوائد كبيرة طبعا ن إذا كان هذا الحلم واقعيا بل أن أهمية الظواهر الباراسيكولوجية جعلت منها إحدى مجالات البحوث السرية التي قامت بها الدول خلال فترة الحرب الباردة وبالذات خلال السبعينات كانت هناك دراسات كثيرة في المعسكرين الغربي والشرقي لبحث استخدام مثل هذه القدرات لأغراض تجسسية
ان هناك مؤشرات كثيرة على أن علم الباراسيكولوجيا يمكن أن يكون العلم الواعد الذي ستقوم على أسسه الحضارة الإنسانية الجديدة